# CyberConnect Corporation
CyberConnect Corporation（サイバーコネクトコーポレーション）は、「.hack」シリーズに登場する架空のゲームメーカー。略称は「CC社」。社名は同シリーズを開発したサイバーコネクトツーに由来し、「cyberconnect.jp」というドメインはサイバーコネクトツーが取得している。

## 概要
オンラインゲーム「The World」のメーカーであり、作中においてThe Worldにとってイリーガルな存在である各主人公らに対し、社員や関係者が敵対する役割で登場することも多い。
ALTIMIT社の社員が独立し設立され、実質的にはALTIMIT社の子会社である。ALTIMIT社の子会社には他に、2024年までに買収したインフラ機器を中心に開発・製造しているALGOS（旧社名UNIGOS）社があり、CC社で製造したソフトの一部をALGOS社名義で販売している。

## 歴史
- 2006年、ALTIMIT社の開発者を中心に設立される。サンディエゴと東京に本社を置く。
- 2007年7月、MMORPG『fragment』をベータ版として発表する。12月24日、『fragment』を正式に『The World』として発売する。
- 2015年、本社の火災により『The World』のサーバーが被害を受ける。12月24日、『The World R:2』への移行が発表される。
- 2016年、『The World R:2』が公開される。
- 2018年、『The World R:2』のサービス終了。
- 2020年、『The World R:X』が公開される。
- 2024年3月21日、『THE WORLD FORCE:ERA』の運営が開始される。
- 2030年、『THE WORLD FORCE：ERA』のサービスが突如終了。その直後に『The World：Armed conflict』のオープンβ版が開始される。

## 社員と関係者
以下、人物名は「リアル名／PC名」の順で記載する。また、PC名の記載にないものについては、作中において『The World』をプレイしているという表現がないためである。

### 経営陣
作中においては、会社の利益と保身のみを追求し、「コントロールできないものは排除すべき」という姿勢で描かれている。事実、未帰還者や火災事件の隠蔽や、『The World』のサーバーを破壊することにより事件の収拾を図ろうとするなどの事例が見られる。
ドゥルガ・フィダ・シャルマー
自称「ジーニアス」。インドの上流階級生まれの24歳（2020年現在）。
CC社社長。高飛車な態度でモニター越しに命令を下す。
「イモータルダスク」後、残骸からデータの残りかすをかき集めて量産型アウラ（ソフィア）を開発する行為は女神に対する冒涜である、と主張して経営陣と対立。2024年の時点で罷免されている。
淀川清輝
サイバーコネクト・ジャパン社専務取締役。VERSUS:The Worldのプロデューサーも務めている。
曽我部への依頼の際に、店の窓を蹴り破り六階の高さから自ら飛び降り死亡した。

### システム管理者
システム全般の管理・運営を担当する。ユーザーの満足度を維持することが主な仕事で、アイテムやイベント、サーバーの管理・追加などがその職分である。比較的プレイヤーに近い思想を持つ管理者ほど経営陣との軋轢が生じやすく、そのために在任期間が短い傾向がある。これについてワイズマンは「非常に残念なことである」という趣旨を語っている。
度会一詩／アルビレオ
『.hack//AI buster』において登場。デバッグチーム「碧衣の騎士団」の騎士長も兼務していた。放浪AIリコリスとの関わりを通じ、後にCC社を退社。『.hack//黄昏の腕輪伝説』では神威に騎士長の座を譲っている。
（リアル名不明）／リョース
「リョース」とは、黄昏の碑文に登場する光の国の王の名前で、管理者権限を持つ者に与えられるコードネームである。『.hack（第1期ゲーム）』及び『.hack//Another Birth もうひとつの誕生』において主人公・カイトの持つ黄昏の腕輪を危険視するが、最終的には協力し八相に立ち向かった。言葉の端々に中間管理職らしさが見受けられる。
（リアル名不明）／バルムンク
「フィアナの末裔」として知られる名プレイヤーで、『.hack（第1期ゲーム）』や『.hack//SIGN』をはじめ多くの作品に登場する。『.hack//黄昏の腕輪伝説』ではCC社に就職し管理者を任されているが、シューゴの存在に危機感を抱いた上層部と対立、管理者職を追われることとなった。
（リアル名不明）／レキ
『.hack//黄昏の腕輪伝説』において、バルムンクの部下として登場する。
柴山咲／神威
『.hack//AI buster」当時はアルビレオの部下で、『.hack//黄昏の腕輪伝説」では「碧衣の騎士団」の騎士長を務める。
斎藤麻子／マギ
『.hack//黄昏の腕輪伝説』において、神威の部下として登場する。

### その他の社員
徳岡純一郎
『.hack//Liminality』において、The World日本語版製作チームのチーフディレクターとして登場する。また、『.hack//AI buster』では入社当時のエピソードが描かれている。
松山洋／ぴろし、ぴろしACT2、ぴろし3、ぴろし4ever
サイバーコネクトツーの代表取締役社長である松山洋をモデルとしたキャラクター。CC社のグラフィックデザイナー。『.hack（第1期ゲーム）』、『.hack//G.U.』などに重要人物として登場する。
佐伯令子／パイ、エンダー
CC社のシステムエンジニア。『.hack//Roots』及び『.hack//G.U.』に八咫（直毘）を補佐する役割で登場する。第3次ネットワーククライシス後に退社、その後はNABに所属している。
番匠屋淳／（PC名不明）
前述の佐伯令子の父親違いの兄。PC「パイ」は彼が残したモノ。
後述の天城丈太郎と共に「RAプロジェクト」を発足。しかし危険だと判断した番匠屋は中止しようとする。その後、死亡している。
『hack//G.U. Vol.1 再誕』付属のターミナルディスクに登場する（彼がまとめたレポートと言う形で展開されている）。
天城丈太郎
オンラインゲーム「アカシックライン」開発者で、その後の19歳という若さで経済産業省からCC社に引き抜かれたエリート社員で、「プロジェクトG.U.」に欠かせない人物の1人。
曽我部隆二／フリューゲル
天城丈太郎の「リアルデジタライズ」の論文に感銘を受け、2020年までにCC社の研究機関「PFW（Psychopathology und das Forschungsinstitut der virtuellen Wirklichkeit）」を発足しその中心的人物となるが、イモータルダスク事件を経て2023年までに退社。その後、個人でネットワークトラブル・コンサルタントの事務所を経営。

### 関係者
火野拓海／ワイズマン、八咫、直毘、楢
『.hack（第1期ゲーム）』や『.hack//黄昏の腕輪伝説』では情報屋ワイズマンとして主人公らの手助けをしたプレイヤー。『.hack//Roots』『.hack//G.U.』では筆頭株主でありながら、G.U.の長として登場する。
香住智成／ジーク、クーン
『.hack//Liminality』や『.hack//ZERO』に登場する、かつての未帰還者の1人。『.hack（第1期ゲーム）』において帰還を果たし、『.hack//G.U.』ではアルバイトと言う形でCC社に協力している。

## 製品
- fragment
- The World
- The World R:2
- The World R:X
- The World FORCE:ERA
- VERSUS:The World
- The World：Armed conflict
- Crimson VS

下記の作品は.hack//analysisにCC社の製品として表記されているが、実際のゲームとしては存在しない。
- テイル・コンチェルト?
- サイレント・ボンバー
- サイレント・ボンバー2